# Zbrodnia w Szerokim Polu
Zbrodnia w Szerokim Polu – zbrodnia dokonana 9 marca 1944 r. na polskich mieszkańcach wsi Szerokie Pole, położonej w powiecie dolińskim województwa stanisławowskiego, popełniona przez oddział Ukraińskiej Powstańczej Armii.

## Przed zbrodnią
Przed II wojną światową Szerokie Pole (Pöchersdorf) było wsią, w której dominowała ludność niemiecka. Wiosną 1940 r., podczas okupacji sowieckiej, Niemcy zostali przesiedleni do III Rzeszy. W czerwcu 1943 r. okupacyjne władze niemieckie przesiedliły z okolic Rawy Ruskiej do Szerokiego Pola 25 rodzin polskich (około 130 osób).

## Przebieg napadu
Według wspomnień zgromadzonych przez Stowarzyszenie Upamiętnienia Ofiar Zbrodni Ukraińskich Nacjonalistów, 9 marca 1944 r. w nocy Szerokie Pole z trzech stron zaatakowały siły UPA. Napastnicy podpalali domostwa i zabijali napotkane osoby bez względu na płeć i wiek. Niebroniona ludność (według wspomnień we wsi nie było samoobrony) rzuciła się do ucieczki w kierunku pobliskiego lasu, bądź szukała schronienia w przygotowanych kryjówkach. Około godziny 3 w nocy napastnicy odeszli.
Według raportu SB OUN we wsi była samoobrona, "która ostrzeliwała się i rzucała granaty".
Grzegorz Motyka podaje liczbę 58 zamordowanych podczas tego napadu. Zdaniem Sz. Siekierki, H. Komańskiego i E. Różańskiego oraz Grzegorza Hryciuka zginęło około 100 Polaków.
Dzień po zbrodni do Szerokiego Pola przybyła niemiecka żandarmeria i żołnierze węgierscy. Zmusili Ukraińców z okolicznych wsi do pogrzebania zabitych oraz ewakuowali ocalałych Polaków do Doliny.